# Сечовска Пољанка
Сечовска Пољанка (слч. Sečovská Polianka) насељено је мјесто са административним статусом сеоске општине (слч. obec) у округу Вранов на Топлој, у Прешовском крају, Словачка Република.

## Становништво
| Година:    | 1994. | 2004.   | 2014.   | 2024.   |
| ---------- | ----- | ------- | ------- | ------- |
| Број људи: | 2560  | 2666    | 2780    | 2619    |
| Разлика:   |       | +4,14 % | +4,27 % | -5,79 % |

| Година:    | 2023. | 2024.   |
| ---------- | ----- | ------- |
| Број људи: | 2644  | 2619    |
| Разлика:   |       | -0,94 % |

Према подацима о броју становника из 2024. године насеље је имало 2619 становника.